# Настоящие овсянки
Настоящие овсянки, или овсянки (лат. Emberiza), — род воробьиных птиц из семейства овсянковых.

## Описание
Птицы рыжеватой окраски, оперение верхней части тела с пестринами. Самки и самцы хорошо отличаются. В отличие от пуночек и подорожников настоящие овсянки имеют на заднем пальце ног короткий и загнутый коготь. Первые четыре видимые маховые пера примерно одинаковой длины.

## Классификация
В род включают 44 вида:
- Emberiza lathami J. E. Gray, 1831 — Хохлатый мелофус
- Emberiza siemsseni (G. H. Martens, 1906) — Синяя латушия
- Emberiza calandra Linnaeus, 1758 — Просянка
- Emberiza citrinella Linnaeus, 1758 — Обыкновенная овсянка
- Emberiza leucocephalos S. G. Gmelin, 1771 — Белошапочная овсянка
- Emberiza cia Linnaeus, 1766 — Горная овсянка
- Emberiza godlewskii Taczanowski, 1874 — Овсянка Годлевского
- Emberiza cioides J. F. Brandt, 1843 — Красноухая овсянка, или длиннохвостая овсянка
- Emberiza stewarti (Blyth, 1854) — Овсянка Стюарта
- Emberiza jankowskii Taczanowski, 1888 — Овсянка Янковского
- Emberiza buchanani Blyth, 1845 — Каменная овсянка, или скальная овсянка
- Emberiza cineracea C. L. Brehm, 1855 — Серая овсянка
- Emberiza hortulana Linnaeus, 1758 — Садовая овсянка
- Emberiza caesia Cretzschmar, 1827 — Красноклювая овсянка
- Emberiza cirlus Linnaeus, 1766 — Огородная овсянка
- Emberiza striolata (Lichtenstein, 1823) — Пёстрая овсянка
- Emberiza sahari J. Levaillant, 1850
- Emberiza impetuani A. Smith, 1836 — Бледная овсянка
- Emberiza tahapisi A. Smith, 1836 — Каштановая овсянка
- Emberiza goslingi (Alexander, 1906)
- Emberiza socotrana (Ogilvie-Grant & H. O. Forbes, 1899) — Сокотранская овсянка
- Emberiza capensis Linnaeus, 1766 — Капская овсянка
- Emberiza tristrami Swinhoe, 1870 — Черногорлая овсянка, или таёжная овсянка
- Emberiza fucata Pallas, 1776 — Ошейниковая овсянка
- Emberiza pusilla Pallas, 1776 — Овсянка-крошка
- Emberiza chrysophrys Pallas, 1776 — Желтобровая овсянка
- Emberiza rustica Pallas, 1776 — Овсянка-ремез
- Emberiza elegans Temminck, 1836 — Желтогорлая овсянка
- Emberiza aureola Pallas, 1773 — Дубровник
- Emberiza poliopleura (Salvadori, 1888) — Сомалийская овсянка
- Emberiza flaviventris Stephens, 1815 — Желтобрюхая овсянка
- Emberiza affinis Heuglin, 1867
- Emberiza cabanisi (Reichenow, 1875) — Белобровая овсянка
- Emberiza rutila Pallas, 1776 — Рыжая овсянка
- Emberiza koslowi Bianchi, 1904 — Овсянка Козлова
- Emberiza melanocephala Scopoli, 1769 — Черноголовая овсянка
- Emberiza bruniceps J. F. Brandt, 1841 — Жёлчная овсянка
- Emberiza sulphurata Temminck & Schlegel, 1848 — Японская овсянка
- Emberiza spodocephala Pallas, 1776 — Седоголовая овсянка
- Emberiza personata Temminck, 1836
- Emberiza variabilis Temminck, 1836 — Сизая овсянка, или аспидная овсянка
- Emberiza pallasi (Cabanis, 1851) — Полярная овсянка
- Emberiza yessoensis (Swinhoe, 1874) — Рыжешейная овсянка
- Emberiza schoeniclus (Linnaeus, 1758) — Камышовая овсянка, или тростниковая овсянка